# Josef Sršeň
Josef Sršeň (3. října 1943 – 12. března 2024) byl český hokejový útočník. Po skončení aktivní kariéry působil jako trenér. Jeho synem je hokejista Tomáš Sršeň.

## Hokejová kariéra
V československé lize hrál za TJ ZKL Brno. Odehrál 3 ligové sezóny, nastoupil ve 117 ligových utkáních, dal 49 gólů a měl 26 asistencí. V nižších soutěžích hrál za TJ Moravia DS Olomouc a TJ Spartak Tatra Kolín.

## Klubové statistiky
| Sezona    | Klub                       | Soutěž  | Základní část | Základní část | Základní část | Základní část | Základní část |
| Sezona    | Klub                       | Soutěž  | Z             | G             | A             | B             | TM            |
| --------- | -------------------------- | ------- | ------------- | ------------- | ------------- | ------------- | ------------- |
| 1960/1961 | TJ Spartak Tatra Kolín     | 2. liga | -             | 6             | -             | -             | -             |
| 1961/1962 | TJ Spartak Tatra Kolín     | 2. liga | -             | 2             | -             | -             | -             |
| 1963/1964 | TJ Spartak Moravia Olomouc | 2. liga | -             | -             | -             | -             | -             |
| 1964/1965 | TJ Spartak Moravia Olomouc | 2. liga | -             | 18            | -             | -             | -             |
| 1965/1966 | TJ Moravia DS Olomouc      | 2. liga | -             | 15            | -             | -             | -             |
| 1966/1967 | TJ Moravia DS Olomouc      | 2. liga | -             | 21            | -             | -             | -             |
| 1967/1968 | TJ Moravia DS Olomouc      | 2. liga | -             | 23            | -             | -             | -             |
| 1968/1969 | TJ Moravia DS Olomouc      | 2. liga | -             | 22            | -             | -             | -             |
| 1969/1970 | TJ ZKL Brno                | 1. liga | 36            | 23            | 7             | 30            | 30            |
| 1970/1971 | TJ ZKL Brno                | 1. liga | 45            | 15            | 5             | 20            | -             |
| 1971/1972 | TJ ZKL Brno                | 1. liga | 36            | 11            | 14            | 25            | 14            |
| 1972/1973 | TJ Moravia DS Olomouc      | 2. liga | 26            | 16            | -             | -             | -             |
| 1973/1974 | TJ Moravia DS Olomouc      | 2. liga | 44            | 19            | -             | -             | -             |
| 1974/1975 | TJ Moravia DS Olomouc      | 2. liga | 26            | 14            | 12            | 26            | -             |
| 1975/1976 | TJ Moravia DS Olomouc      | 2. liga | 28            | 20            | 11            | 31            | -             |
| 1976/1977 | TJ Moravia DS Olomouc      | 2. liga | 38            | 16            | 13            | 29            | -             |

## Trenérská kariéra
Jako hlavní trenér vedl TJ Moravia DS Olomouc, HC Královopolská Brno, HC Kometa Brno, HC Havířov, HC Prostějov a HC Šumperk.